# 2002 en journalisme
Cet article présente les faits marquants de l'année 2002 en journalisme.

## Évènements
- 15 mars : arrivée en France du quotidien gratuit 20 Minutes[1].

## Décès
- 15 février : Daniel Pearl, journaliste américain tué par les Talibans au Pakistan
- 1er juin : Jacques Fauvet, journaliste français
- 19 juillet : Alexandre Ginzbourg, dissident et journaliste russe
- 16 août : Paul Michel Gabriel Lévy, journaliste, homme politique et professeur d'université belge
- 2 octobre : Paul Sérant, journaliste, essayiste et romancier